# Xe trượt lòng máng tại Thế vận hội Mùa đông 2018 - Bốn người nam
Nội dung bốn người nam của môn xe trượt lòng máng tại Thế vận hội Mùa đông 2018 diễn ra vào ngày 24 và 25 tháng 2 tại Alpensia Sliding Centre gần Pyeongchang, Hàn Quốc.

## Kết quả
Hai lượt thi đầu tiên vào ngày 24 tháng 2, hai lượt cuối vào ngày 25 tháng 2 năm 2018.
| Hạng | STT | Quốc gia                     | Tên                                                                               | Lượt 1   | Lượt 2 | Lượt 3 | Lượt 4 | Tổng    | Kém   |
| ---- | --- | ---------------------------- | --------------------------------------------------------------------------------- | -------- | ------ | ------ | ------ | ------- | ----- |
| 1    | 7   | Đức                          | Francesco Friedrich Candy Bauer Martin Grothkopp Thorsten Margis                  | 48.54 TR | 49.01  | 48.76  | 49.54  | 3:15.85 | –     |
| 2    | 8   | Đức                          | Nico Walther Kevin Kuske Alexander Rödiger Eric Franke                            | 48.74    | 49.16  | 48.90  | 49.58  | 3:16.38 | +0.53 |
| 2    | 1   | Hàn Quốc                     | Won Yun-jong Jun Jung-lin Seo Young-woo Kim Dong-hyun                             | 48.65    | 49.19  | 48.89  | 49.65  | 3:16.38 | +0.53 |
| 4    | 16  | Thụy Sĩ                      | Rico Peter Thomas Amrhein Simon Friedli Michael Kuonen                            | 49.05    | 49.16  | 48.87  | 49.51  | 3:16.59 | +0.74 |
| 5    | 10  | Latvia                       | Oskars Melbārdis Daumants Dreiškens Arvis Vilkaste Jānis Strenga                  | 48.82    | 49.39  | 48.91  | 49.53  | 3:16.65 | +0.80 |
| 6    | 9   | Canada                       | Justin Kripps Jesse Lumsden Alexander Kopacz Oluseyi Smith                        | 48.85    | 49.28  | 48.95  | 49.61  | 3:16.69 | +0.84 |
| 7    | 14  | Áo                           | Benjamin Maier Kilian Walch Markus Sammer Dănuț Moldovan                          | 49.10    | 49.21  | 49.03  | 49.56  | 3:16.90 | +1.05 |
| 8    | 6   | Đức                          | Johannes Lochner Christian Poser Christopher Weber Christian Rasp                 | 48.95    | 49.26  | 49.10  | 49.80  | 3:17.11 | +1.26 |
| 9    | 13  | Hoa Kỳ                       | Codie Bascue Evan Weinstock Steven Langton Sam McGuffie                           | 49.09    | 49.26  | 49.08  | 49.77  | 3:17.28 | +1.43 |
| 10   | 12  | Latvia                       | Oskars Ķibermanis Jānis Jansons Helvijs Lūsis Matīss Miknis                       | 49.18    | 49.26  | 49.34  | 49.63  | 3:17.41 | +1.56 |
| 11   | 18  | Pháp                         | Loïc Costerg Vincent Ricard Vincent Castell Dorian Hauterville                    | 49.09    | 49.36  | 49.19  | 49.92  | 3:17.56 | +1.71 |
| 12   | 21  | Canada                       | Nick Poloniato Cameron Stones Joshua Kirkpatrick Ben Coakwell                     | 49.40    | 49.23  | 49.51  | 49.67  | 3:17.81 | +1.96 |
| 13   | 5   | Ba Lan                       | Mateusz Luty Arnold Zdebiak Łukasz Miedzik Grzegorz Kossakowski                   | 49.04    | 49.59  | 49.46  | 49.80  | 3:17.89 | +2.04 |
| 14   | 3   | Thụy Sĩ                      | Clemens Bracher Alain Knuser Martin Meier Fabio Badraun                           | 49.06    | 49.54  | 49.59  | 49.72  | 3:17.91 | +2.06 |
| 15   | 20  | Vận động viên Olympic từ Nga | Maxim Andrianov Alexey Zaitsev Vasiliy Kondratenko Ruslan Samitov                 | 49.43    | 49.39  | 49.56  | 49.56  | 3:17.94 | +2.09 |
| 16   | 11  | Canada                       | Christopher Spring Lascelles Brown Bryan Barnett Neville Wright                   | 49.06    | 49.54  | 49.46  | 49.86  | 3:17.96 | +2.11 |
| 17   | 17  | Anh Quốc                     | Brad Hall Nick Gleeson Joel Fearon Greg Cackett                                   | 49.25    | 49.68  | 49.64  | 49.69  | 3:18.26 | +2.41 |
| 18   | 15  | Anh Quốc                     | Lamin Deen Ben Simons Toby Olubi Andrew Matthews                                  | 49.44    | 49.45  | 49.66  | 49.74  | 3:18.29 | +2.44 |
| 19   | 22  | Hoa Kỳ                       | Nick Cunningham Hakeem Abdul-Saboor Christopher Kinney Samuel Michener            | 49.60    | 49.50  | 49.74  | 49.70  | 3:18.54 | +2.69 |
| 20   | 19  | Hoa Kỳ                       | Justin Olsen Nathan Weber Carlo Valdes Christopher Fogt                           | 49.62    | 49.71  | 49.66  | 49.56  | 3:18.55 | +2.70 |
| 21   | 2   | Cộng hòa Séc                 | Dominik Dvořák Jaroslav Kopřiva Jan Šindelář Jakub Nosek                          | 49.07    | 49.97  | 50.05  | —      | 2:29.09 | —     |
| 22   | 24  | Áo                           | Markus Treichl Ekemini Bassey Markus Glueck Marco Rangl                           | 49.73    | 49.83  | 49.68  | —      | 2:29.24 | —     |
| 23   | 23  | Brasil                       | Edson Bindilatti Edson Ricardo Martins Odirlei Pessoni Rafael Souza da Silva      | 49.75    | 49.94  | 49.80  | —      | 2:29.49 | —     |
| 24   | 28  | Cộng hòa Séc                 | Jan Vrba Dominik Suchý David Egydy Jan Stokláska                                  | 49.73    | 49.81  | 50.05  | —      | 2:29.59 | —     |
| 25   | 4   | Úc                           | Lucas Mata David Mari Lachlan Reidy Hayden Smith                                  | 49.72    | 49.91  | 50.07  | —      | 2:29.70 | —     |
| 26   | 26  | Trung Quốc                   | Shao Yijun Li Chunjian Wang Sidong Shi Hao                                        | 49.79    | 50.01  | 49.94  | —      | 2:29.74 | —     |
| 27   | 25  | Ý                            | Simone Bertazzo Lorenzo Bilotti Francesco Costa Simone Fontana                    | 49.92    | 49.94  | 50.02  | —      | 2:29.88 | —     |
| 28   | 27  | Croatia                      | Dražen Silić Mate Mezulić Benedikt Nikpalj Antonio Zelić                          | 50.18    | 50.64  | 50.63  | —      | 2:31.45 | —     |
| 29   | 29  | România                      | Dorin Alexandru Grigore Florin Cezar Crăciun Levente Bartha Paul Septimiu Muntean | 50.55    | 50.79  | 50.81  | —      | 2:32.15 | —     |